# Sadie Soverall
Sadie Soverall (Wandsworth, 17 gennaio 2002) è un'attrice e modella britannica. 
È principalmente nota per aver interpretato il personaggio di Beatrix in Fate: The Winx Saga.

## Biografia
Nata a Wandsworth, a Londra, proviene da una famiglia benestante. A livello di istruzione ha frequentato la Parkgate House School, per poi trasferirsi alla Emanuel School e diplomarsi nel 2020.

## Carriera
Sadie ha cominciato la sua carriera nel 2019 e ha raggiunto la notorietà venendo ingaggiata da Netflix per il ruolo di Beatrix nell'adattamento televisivo del noto cartone italiano prodotto da Iginio Straffi, Winx Club. Ha ricoperto il seguente ruolo nelle prime due stagioni della serie, che è stata cancellata dopo la seconda stagione.
Il 28 settembre 2022 si aggiunge al cast di Saltburn, dove recita al fianco di Barry Keoghan, Jacob Elordi e Rosamund Pike.
Il 21 novembre successivo viene annunciato che l'attrice prenderà parte, insieme a Jaeden Martell e Maxwell Jenkins, al film d'azione post-apocalittico Arcadian (inizialmente intitolato Sand and Stones), dove affiancherà Nicolas Cage: le riprese si sono svolte in Irlanda, tra l'inverno 2022 e la primavera 2023.
Il 23 luglio 2023 viene ingaggiata come protagonista nella serie televisiva The Gathering, prodotta da Channel 4 e scritta da Helen Walsh.

## Filmografia

### Attrice

#### Cinema
- Rose Plays Julie, regia di Joe Lawlor e Christine Molloy (2019)
- Little Bone Lodge, regia di Matthias Hoene (2023)
- Saltburn, regia di Emerald Fennell (2023)
- Arcadian, regia di Ben Brewer (2024)

#### Televisione
- Fate: The Winx Saga – serie TV, 13 episodi (2021-2022)
- The Gathering - serie TV, 6 episodi (2024)

### Doppiatrice
- Kid: A History of the Future: Part 1 – serie di podcast, 5 episodi (2021)

## Doppiatrici italiane
Nelle versioni in italiano dei suoi film e delle sue serie TV, Sadie Soverall è stata doppiata da:
- Lucrezia Marricchi[14] in Fate: The Winx Saga[15]
- Martina Felli[16] in Saltburn[17]
- Alice Doviziani[18] in Arcadian[19]